# European Choral Association – Europa Cantat

Logo

European Choral Association - Europa Cantat (früher Europäische Föderation Junger Chöre e. V. (EFJC), dann "Europa Cantat - Europäische Föderation Junger Chöre e. V.") ist ein  1960/1963 gegründeter europäischer Chorverband aus Mitgliedsorganisationen aus mehr als 40 europäischen Ländern und vertritt somit mehr als eine Million Mitglieder. Im Januar 2011 fusionierte der Verband mit der Arbeitsgemeinschaft Europäischer Chorverbände (AGEC), 1955 gegründet, und nennt sich seitdem "European Choral Association - Europa Cantat".

## Vision
Ziel der European Choral Association - Europa Cantat ist es, kulturelle Vielfalt und kulturellen Austausch zu fördern und die die Entwicklung neuer zeitgenössischer Vokalmusik voranzutreiben und zu unterstützen. Dies wird insbesondere über verschiedenen Fortbildungsmöglichkeiten sowohl für Chorleiter als auch Sänger erreicht, zu denen sich Teilnehmende aus unterschiedlichen Ländern treffen, gemeinsam musizieren und den Alltag miteinander teilen. Ein besonderes Anliegen ist es dabei, Musiker aus verschiedenen Ländern und Regionen Europas sowie von unterschiedlicher kultureller Herkunft zusammenzuführen, und auch Menschen mit wirtschaftlichen, sozialen oder sonstigen Schwierigkeiten einen Zugang zu ermöglichen.

## Aktivitäten
Der Chorverband organisiert Aktivitäten auf verschiedenem Niveau für Chöre, junge Sänger, Chorleiter und Komponisten aus Europa und Übersee wie
- die EUROPA CANTAT Festivals,
- Singwochen und Veranstaltungen zu speziellen Musikgattungen (von Gregorianik bis Vocal Pop und Rap),
- die Europäische Akademie für Junge Chorleiter,
- den Internationalen Wettbewerb für Chorleiter,
- Internationale Studienreisen,
- Seminare für Komponisten und
- als besondere Einheit den Weltjugendchor für ausgewählte junge Sänger (unter 27).

Darüber hinaus betätigt sich die European Choral Association - Europa Cantat bei der Publikation von Liederbüchern in Zusammenarbeit mit Verlagen und der Veranstaltung von Kompositionswettbewerben.

Als Vereinsorgan erscheint für Mitglieder das European Choral magazine – Zeitschrift über das Chorleben in Europa.